# Nachal Nurit
Nachal Nurit (hebrejsky: נחל נורית) je vádí v severním Izraeli, v Charodském údolí.
Začíná v nadmořské výšce okolo 200 metrů na severozápadním úpatí vrchu Har Giborim v pohoří Gilboa, na východním okraji obce Gan Ner. Vádí směřuje k severu po výšině Ma'ale Nurit. Stáčí se pak severozápadu a soutěskou mezi vesnicemi Gid'ona a Jizre'el sestupuje z pohoří Gilboa do zemědělsky využívaného Charodského údolí, kde se stáčí k severovýchodu a jižně od vesnice Kfar Jechezkel zprava ústí do vádí Nachal Charod.